# ガラスのむこうに花束を
『ガラスのむこうに花束を』（ガラスのむこうにはなたばを）は、水沢めぐみによる少女漫画作品。また、同作品を表題とする短編集コミックス。

## 概要
水沢めぐみの39冊目のコミックスであり、『りぼんオリジナル』他に発表された「ガラスのむこうに花束を」、「南ちゃんの夏休み」、「彼女と彼の時間」の3篇の読み切り作品と、描きおろしのおまけまんが「バスとわたし」の、合計4作品が収録されている。描きおろしを除く3作品については、巻末に作者自身による解説（各2ページ）がある。全1巻。

## 収録作品
ガラスのむこうに花束を
- 初出『りぼんオリジナル』1999年12月号

高校生の羽田理央（はねだ りお）は、人気ロックグループ『DASH!!』のボーカルをつとめるサトルに本気で恋をしている。サトルは16歳の誕生日を迎えたばかりで、年齢は理央と近い。しかし相手は芸能人でスターなので、理央はしょせん片想いとあきらめながらも、テレビの画面に映るサトルをながめている。タイトルの「ガラスのむこう」は、これに由来する。ところが、以前出した抽選のハガキが当たり、理央は『DASH!!』の冬のコンサートの後で、楽屋に招待され、本物のサトルに会えることになる。大喜びの理央だが、芸能人に熱を上げていることで父親を怒らせ、今度の期末試験で50番以内に入らなければ、コンサートに行くのは禁止する、と厳しく言い渡されてしまう。一念発起した理央は、猛勉強の末、どうにか50番以内に入り、サトルに会いに行くことを許される。
南ちゃんの夏休み
- 初出『りぼん』1999年9月号の別冊付録

小学5年生の吉沢南（よしざわ みなみ）と北拓己（きた たくみ）は、生まれた時から同じマンションに住んでいる幼なじみ同士。2人は幼稚園も小学校も一緒で、しかもずっと同じクラス。お互いに「たっくん」「みー」と呼びあう親しい仲。南はひそかに拓己に思いを寄せているが、拓己は何より星が好きで、将来は天文台で働くことを夢みている。やがて中学1年生になった2人は、同じ天文部に入るが、夏休みの合宿の時にある事件が起こり、それ以来気まずくなってしまう。すっかり拓己と疎遠になっていた南だったが、中学3年生の夏休み、花火大会で偶然拓己と再会する。物語は、「11歳（小学5年生）の夏休み」、「13歳（中学1年生）の夏休み」、「15歳（中学3年生）の夏休み」の3部から構成されている。ストーリーが進むにつれて少しずつ学年が上がって行く、というアイデアは、作者がすでに『おしゃべりな時間割』の連載で試みたものである。なお、初出の別冊ふろくには「めぐタン別冊ふろくコミックス」という副題がついており、また作品の後ろに「めぐタン おまけのページ」と「めぐタンの夏休みLOVEレッスン」がついているが、これらはコミックスには収録されていない。
彼女と彼の時間
- 初出『りぼんオリジナル』2000年4月号

1人の男の子をめぐる、姉妹の葛藤の物語。高校2年生の比呂（ひろ）は、2つ年下の緒方凌（おがた りょう）のことが好き。自分が中学3年生、凌が中学1年生の時に出会って以来、もう2年もの間ひそかに思いを寄せ続けている。だが、今では自分は高校2年生となり、中学3年生の凌は、同じ学年の亜美（あみ）とつきあっている。亜美は、比呂の妹。相手が妹の恋人なので、比呂は妹の邪魔をするまいと、必死に自分の気持ちをおさえようとする。比呂は、自分の本心を亜美に悟られないように気を配り、自分より年上の高校生とデートをしたりもするが、どうしても凌のことが忘れられない。葛藤に耐えられなくなった比呂は、ついに凌に告白してしまう。ところが意外なことに、凌もひそかに比呂を恋していたのだった。雨の降る公園で、かたく抱きあう2人。だが、その現場を亜美に目撃されてしまう。
バスとわたし
- 描きおろし

作者の日常を題材とした、エッセイ的な作品。内容は次の通り。自分はバスが苦手である。それは、バスに乗ると、周囲の乗客を気づかわなければならないからである。特に、自分がすわっていて、目の前に妊婦かどうか微妙な若い女性が立った場合、相手に席を譲るべきかどうか迷い（もし相手が妊婦でなければかえって失礼なので）、気疲れしてバスを降りることになってしまう。やはり外出する時には、歩くか、自転車に乗るのが一番である。

## コミックス
- 『りぼんマスコットコミックス』No.1218。2000年7月14日発売。ISBN 978-4088562186。410円（税込み）。172ページ。